# Polizei (Bulgarien)

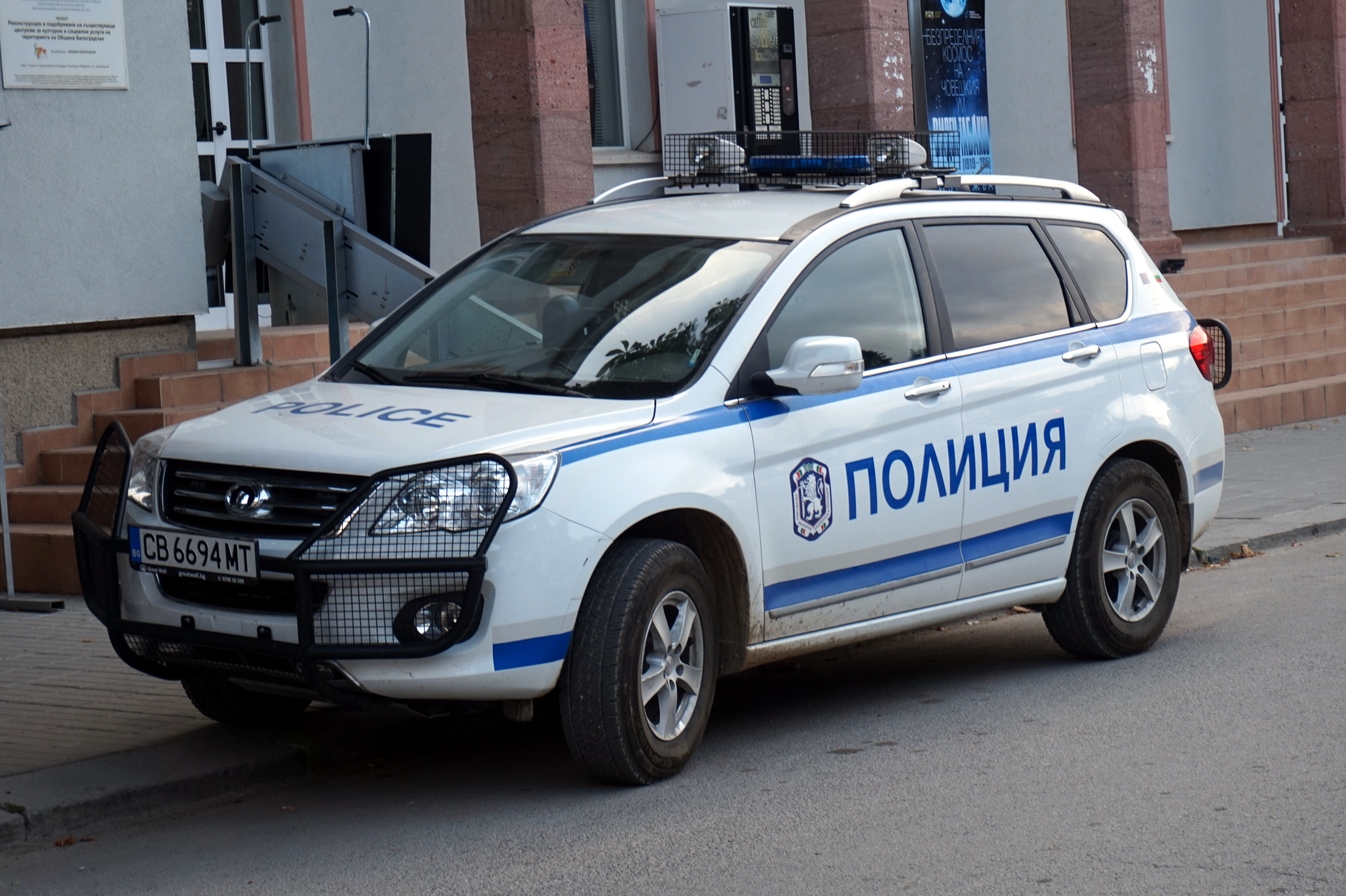
Einsatzfahrzeug der bulgarischen Polizei

Die Nationale Polizei (bulgarisch: Национална Полиция) in Bulgarien ist eine unabhängige Behörde des Innenministeriums, die für die allgemeine Sicherheit zuständig ist. Sie ist zentral organisiert. Daneben besteht eine unabhängige Grenzpolizei (bulgarisch: Гранична полиция).

## Geschichte
Vom Ende des Zweiten Weltkriegs bis 1990 wurden polizeiliche Funktionen von der Volksmiliz wahrgenommen. Diese Organisation umfasste die Territoriale Miliz, die örtlichen Strafverfolgungsbehörden, die Straßenmiliz, die Autobahnpolizei, aber auch die Staatspolizei. Dann gab es noch eine paramilitärische innere Sicherheitstruppe, die gemeinhin als die Roten Barette bekannt waren und das KDS, die  Geheimpolizei Bulgariens. In der Nachkriegszeit war Todor Schiwkow Leiter der Volksmiliz, die unter seiner Führung Tausende Menschen aus politischen Gründen inhaftierte. Vom 4. März 1954 bis zu seinem erzwungenen Rücktritt am 10. November 1989 war Schiwkow Staatschef von Bulgarien und Erster Sekretär der Bulgarischen Kommunistischen Partei.
1990, nach dem Untergang des kommunistischen Regimes, wurde die Polizeiarbeit neu organisiert. Der Begriff Milizen wurde abgeschafft und der Begriff Polizei wurde wieder eingeführt. Die neu gegründete Nationale Polizei, die Grenzpolizei (bulgarisch: Гранична полиция) und die aus paramilitärischen Inneren Truppen des Innenministeriums hervorgegangene Gendarmerie (bulgarisch: Жандармерия) wurden als unabhängige Behörden des Innenministeriums organisiert. Der Transformationsprozess der Polizei verlief aus wirtschaftlichen Gründen sehr schwierig, Korruption und fehlende Ausstattung waren lange Zeit beherrschende Themen. 2012 wurde die Gendarmerie der Nationalen Polizei eingegliedert.

## Organisation
Die Nationale Polizei hat folgende Struktur:
- Generaldirektion „Nationale Polizei“
- Direktor
  - Abteilungen und Sektoren, die dem Direktor direkt unterstellt sind
- Stellvertretender Direktor
  - Kriminalpolizeiliche Abteilung
  - Abteilung Wirtschaftspolizei
- Stellvertretender Direktor
  - Dienststelle für Ermittlungen
  - Abteilung für die methodische Überwachung der Ermittlungen
  - unabhängige Sektoren
- Stellvertretender Direktor
  - Abteilung Sicherheitspolizei
  - Dienststelle der Verkehrspolizei
  - Direktion der Gendarmerie[4]

Daneben bildet die Grenzpolizei eine eigene Generaldirektion innerhalb des Innenministeriums:
- Generaldirektion „Grenzpolizei“
- Direktor
- 7 regionale Hauptquartiere